# Jean-Paul Auffray
Pour les articles homonymes, voir Auffray.
Jean-Paul Auffray, né le 24 juillet 1926 à Caen et mort le 21 mars 2022 à Arles, est un physicien et historien des sciences français.
Spécialiste de physique quantique et physique mathématique, il est l'auteur d'ouvrages de vulgarisation scientifique.

## Biographie
Jean-Paul Auffray est le fils de l'industriel Henry Auffray et d'Amyelle de Caubios d'Andiran. Il est le frère aîné du chanteur Hugues Aufray (né en 1929) et de la comédienne Pascale Audret (1935-2000). Il est le petit-fils du député Jules Auffray et l'arrière-petit-fils du philosophe Amédée de Margerie.

### Études
En 1941 il intègre l'abbaye-école de Sorèze, où il passe son baccalauréat à l'âge de 16 ans. À l'automne 1943, il est admis en classe de mathématiques supérieures au lycée Pierre-de-Fermat de Toulouse. À la Noël 1943, il entre en Résistance et rejoint l'Armée française de la libération au Maroc. Démobilisé en septembre 1945, il part alors pour l'Amérique du Nord.

### Carrière scientifique
Après un séjour au Québec, il entreprend des études supérieures, d'abord à l'université de la  Colombie-Britannique à Vancouver, qui lui offre une bourse. Il s'installe ensuite à New York, où il intègre l'université Columbia. Étudiant en physique mathématique et chimie théorique, il y obtient son doctorat es sciences (Ph. D.) en 1961. Son sujet de thèse a pour titre Orbitals of the free and the bound carbon atom. Il entre ensuite au Courant Institute of Mathematical Sciences de New-York, où, en qualité de chercheur et d'enseignant, il côtoie quelques-uns des grands mathématiciens de l'université de Göttingen, émigrés aux États-Unis lors de la Seconde Guerre mondiale (Richard Courant et Kurt Friedrichs, cofondateurs du Courant Institute, Peter Lax). Entre 1963 et 1967, il publie plusieurs articles dans les Comptes-rendus hebdomadaires des séances de l'Académie des sciences, dont certains présentés par Louis de Broglie,,,,. Il participe à de nombreux projets, aux États-Unis et en Suisse, en qualité de consultant scientifique. Entre 2012 et 2016, il publie une série d'articles portant sur les fondements de la physique quantique dans le Journal of modern physics,. Dans le cadre de ses recherches de physique fondamentale, il est amené à proposer un schéma théorique dans lequel l'espace et le temps dériveraient d'une réalité sous-jacente fondée dans l'action.

### Vulgarisateur et philosophe
À partir de 1997, il entreprend l'écriture d'ouvrages de vulgarisation et de philosophie des sciences. Le 15 novembre 1999, il reçoit sous la coupole de l'Institut de France le prix Gegner de l'Académie des sciences morales et politiques pour son livre Einstein et Poincaré : sur les traces de la relativité aux Éditions du Pommier, éditions dont il est le cofondateur avec le philosophe, historien des sciences et académicien Michel Serres. Il défend l'idée que les données de la science sont plus accessibles si on les aborde dans le contexte de leur développement historique. En 2002 il prononce le discours de clôture au colloque international organisé à Bruxelles par l'Université libre de Bruxelles. Après plusieurs années de recherche, il publie en 2004 aux Éditions Aléas Évariste, 1811-1832 : le roman d'une vie, une enquête sur la vie, l’œuvre et la mort d'Évariste Galois. Il publie également, dans la revue Cosinus, une BD accompagnée d’une rubrique intitulée « Les mathématiques d’Évariste Galois à la loupe », sous la forme de 41 épisodes sortis entre 2007 et 2010. En septembre 2011, pour les célébrations organisées autour du bicentenaire de sa naissance, le Ministère de la Culture lui confie la tâche de rédiger son éloge. En 2005 il rédige l'entrée sur Isaac Newton dans le Dictionary of gnosis and western esotericism.

### Mort
Il meurt le 21 mars 2022  à Arles, à l'âge de 95 ans, comme l'annonce son frère cadet Hugues le 26 mars.

## Œuvres

### Ouvrages
- Orbitals of the free and the bound carbon atom, 1961, Columbia University (thèse)
- L'espace temps, Flammarion, coll. « Dominos », 1997[20]
- L'atome, Flammarion, coll. « Dominos », 1998
- Einstein et Poincaré : sur les traces de la relativité, Éditions le Pommier, 1999

prix Gegner 1999
- Le monde des bactéries : regard du physicien, Éditions le Pommier, 2000[21]
- Et si... Réflexions sur la structure du monde, Le Village, 30760, Issirac, autoédition, 2002
- Évariste, 1811-1832 : le roman d'une vie, Lyon, Éd Aléas, 2003[22]
- Picasso, les tentations de l'anarchie, Lyon, Éd. Aléas, 2004
- Comment je suis devenu Einstein : la véritable histoire de E = mc2, Éd. Carnot, 2005
- Ralentir... école : Coluche où es-tu ?, Dijon, Éd. Faton, 2008
- Icare trahi, Éditions Viviane Hamy, 2011[23],[24]
- Newton ou Le triomphe de l'alchimie, Paris, Le Pommier, coll. « À contre-courant », 2000, 223 p.  (ISBN 978-2-746-50060-0), OCLC 299905206, notice BnF no FRBNF37111492)[25] (voir article Mercure philosophique)

### Articles scientifiques
- A Xon Signature in the Electron Spin (2013 - Journal of Modern Physics, v04 n11 (2013): 9-13)
- Is Dark Matter Made up of Xons? (2013 - Journal of Modern Physics, v04 n08 (2013): 121-125)
- Biology-Physics the Missing Link? (2014 - Journal of Modern Physics, v05 n06 (2014): 359-363)
- E-Infinity Dualities, Discontinuous Spacetimes, Xonic Quantum Physics and the Decisive Experiment (2014 - Journal of Modern Physics, v05 n15 (2014): 1427-1436)
- E Infinity, the Zero Set, Absolute Space and the Photon Spin (2015 - Journal of Modern Physics, v06 n05 (2015): 536-545)
- Quantum Meteorites: An Extemporaneous Description of the System of the World  (2015 - Journal of Modern Physics, v06 n07 (2015): 878-889)
- On an Intriguing Invention Albert Einstein Made Which Has Gone Unnoticed Hitherto (2015 - Journal of Modern Physics, v06 n11 (2015): 1478-1491)
- The Absolute Certainty Principle (ACP) Revolutionizes Quantum Physics (2016 - Journal of Modern Physics, v07 n16 (2016): 2341-2346)
- Why Does Newton's Apple Fall Vertically to the Ground: The Gravitation Code (2016 - Journal of Modern Physics, v07 n13 (2016): 1702-1711)